# Кемпа (Нижньосілезьке воєводство)
Кемпа (пол. Kępa) — село в Польщі, у гміні Длуґоленка Вроцлавського повіту Нижньосілезького воєводства.
Населення — 197 осіб (2011).
У 1975-1998 роках село належало до Вроцлавського воєводства.

## Демографія
Демографічна структура станом на 31 березня 2011 року:
|          | Загалом | Допрацездатний вік | Працездатний вік | Постпрацездатний вік |
| -------- | ------- | ------------------ | ---------------- | -------------------- |
| Чоловіки | 96      | 14                 | 75               | 7                    |
| Жінки    | 101     | 24                 | 57               | 20                   |
| Разом    | 197     | 38                 | 132              | 27                   |